# 애니콜 와이브로 스마트폰 2
애니콜 와이브로 스마트폰 2(Anycall WiBro Smartphone 2, SPM-M8200)는 삼성전자에서 2007년 11월 13일에 출시한 스마트폰이다.